# Grote Prijs Raf Jonckheere 1982
De 32e editie van de Belgische wielerwedstrijd Grote Prijs Raf Jonckheere werd verreden op 26 juli 1982. De start en finish vonden plaats in Westrozebeke. De winnaar was Alain Desaever, gevolgd door Dirk Demol en Gary Wiggins.

## Uitslag
| Grote Prijs Raf Jonckheere 1982 |                |                       |      |
| Plaats                          | Naam           | Ploeg                 | Tijd |
| Winnaar                         | Alain Desaever | Safir-Marc            |      |
| 2                               | Dirk Demol     | DAF Trucks-TeVe Blad  |      |
| 3                               | Gary Wiggins   | Van de Ven Olen-Moser |      |

1951 · 1952 · 1953 · 1954 · 1955 · 1956 · 1957 · 1958 · 1959 · 1960 · 1961 · 1962 · 1963 · 1964 · 1965 · 1966 · 1967 · 1968 · 1969 · 1970 · 1971 · 1972 · 1973 · 1974 · 1975 · 1976 · 1977 · 1978 · 1979 · 1980 · 1981 · 1982 · 1983 · 1984 · 1985 · 1986 · 1987 · 1988 · 1989 · 1990 · 1991 · 1992 · 1993 · 1994 · 1995 · 1996 · 1997 · 1998 · 1999 · 2000 · 2001 · 2002 · 2003 · 2004 · 2005 · 2006 · 2007 · 2008 · 2009 · 2010 · 2011 · 2012 · 2013 · 2014 · 2015 · 2016 · 2017 · 2018 · 2019 · 2020 · 2021 · 2022